# Manuel Pérez de Cotapos

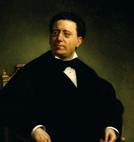
Retrato de Manuel Pérez Cotapos.

Manuel Pérez de Cotapos fue un destacado político y comerciante chileno que tuvo su mayor protagonismo durante el proceso de independencia chileno. Pérez Cotapos estuvo casado con Fernanda del Rosario  Vidaurre y Jaraquemada. Dicho matrimonio guarda importante relevancia. El mismo fue disuelto a la brevedad ya que Fernanda Vidaurre se dedicaba a sacar información a su esposo y a muchos otros protagonistas patriotas, información que vendía a la Corona española. En mayo de 1818 Fernanda Vidaurre y Jaraquemada es llevada denunciada por su esposo y enjuiciada por alta traición, siendo condenada a muerte.
Un año después, Pérez de Cotapos se cambió al Convictorio Carolino, fue teniente coronel de Milicias y prior del Real Tribunal del Consulado. Para la constitución del Primer Congreso Nacional, fue elegido como diputado por Talca. Posteriormente pasaría a ser Presidente de la Cámara del 5 al 20 de agosto de 1811.
| Predecesor: Martín Calvo de Encalada | Presidente del Primer Congreso Nacional de Chile 1811 | Sucesor: Juan Cerdán |